# Лоунрок (град, Орегон)
Лоунрок (на английски: Lonerock) е град в окръг Гилиям, щата Орегон, САЩ. Лоунрок е с население от 24 жители (2000) и обща площ от 2,6 km². Намира се на 853,4 m надморска височина.